# Akustik
Akustik är läran om ljud, främst hörbart ljud. Ljud är små vibrationer och i en vidare mening omfattar begreppet även lågfrekvent ljud (infraljud) och högfrekvent ljud (ultraljud) även om dessa inte kan uppfattas med hörseln. I fasta material talar man om strukturburet ljud. Både buller och välljud behandlas inom akustiken. Ordet akustik kommer från den klassiska grekiskans ακουστός (akoustos), som betyder att kunna göra sig hörd. En person som arbetar professionellt med akustik kallas akustiker.  
Begreppet "akustik" är kanske mest bekant för allmänheten som beteckning för ljudkaraktären hos ett rum. Kortfattat, kan man säga att följande parametrar har betydelse för hur ljudet i ett rum uppfattas: ljudets utbredning och dämpning, som bestäms av lokalens utformning, materialval (ljudabsorption) och stomme (konstruktion och ljudisolering av väggar, golv och tak).

## Underavdelningar och närliggande ämnen
Grundläggande fysikaliska egenskaper för ljud behandlas inom fysikalisk akustik. Akustik i byggnader behandlas inom byggnadsakustiken och rumsakustiken, där det förra främst behandlar ljudisolering och bullerreduktion i byggnader och det senare exempelvis behandlar konsertsalars akustiska egenskaper. Musikakustik behandlar hur musikinstrument fungerar fysikaliskt. Strukturakustik behandlar vibrations- och ljudutbredning samt ljudgenerering i fasta material, medan fluidakustik (eller hydroakustik) behandlar det samma i flytande material och gaser. Elektroakustik handlar om högtalare och mikrofoner och andra gränsområden mot elektroteknik. Psykoakustik behandlar hur ljud uppfattas av den hörande. 
Närliggande ämnen till akustik är audiologi och mekanik, men även byggteknik, maskinteknik, geoteknik och musikvetenskap är närliggande de olika delområdena.

## Historia

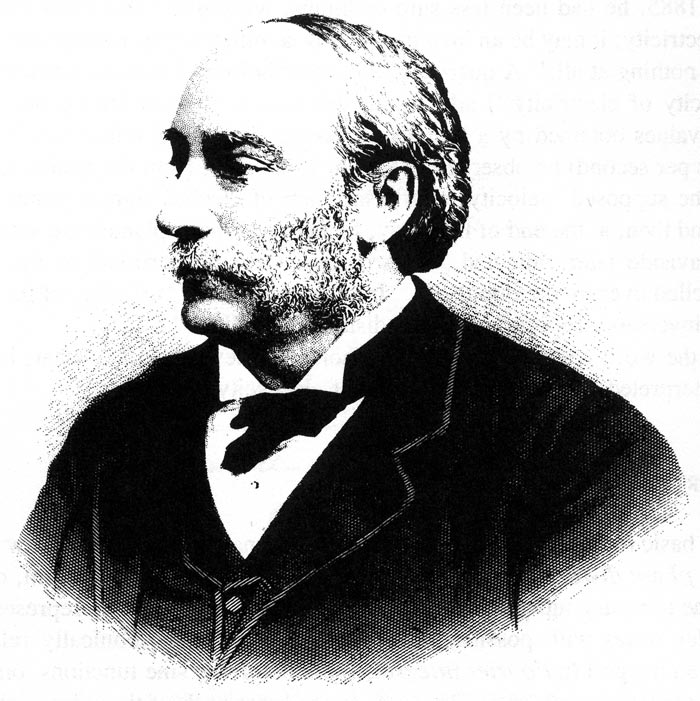
Lord Rayleigh.

Hörselfenomenet har troligen alltid fascinerat mänskligheten. De grekiska naturfilosoferna intresserade sig för ljud och exempelvis matematiken och fysiken bakom musikinstrumenten, exempelvis Pythagoras. Den matematiska teorin för ljudutbredning kan sägas börja med Isaac Newton (1642–1727), vars verk Philosophiae Naturalis Principia Mathematica (Principia) innehöll en mekanisk tolkning av ljudet som tryckpulser under utbredning i mediet. Teori på fastare matematisk och fysikalisk grund formulerades av Euler (1707–1783), Lagrange (1736–1813) och d’Alembert (1717–1783). Samtidigt utvecklades kontinuummekaniken och fältteorin på liknande sätt och vågekvationer formulerades för funktioner av rum och tid. Den moderna teorin för ljud och vibrationer är till stor del frukten av dessa matematiska fysikers arbeten. Större renodlade arbeten om akustik gjordes av Helmholtz och Lord Rayleigh. Även W. C. Sabine
(1868–1919) anses ha bidragit till utvecklingen av det som brukar kallas rumsakustik. 
Om man slår på en stämgaffel och håller den mot en bordsskiva, förstärks ljudet tack vare fenomenet resonans.
Detta beror på att bordsskivan kommer i medsvängning och vibrerar i samma takt som stämgaffeln.
En hög frekvens (många svängningar per sekund) motsvarar en hög ton. Dessa toner kallas för diskanttoner inom musiken.
Låga toner med få svängsningstal kallas för bastoner.
Ljudnivån mäts i decibel (dB), vilket är en måttenhet på en logaritmisk skala. En människa utan hörselskador kan höra ljud mellan 0 och 130 dB, den så kallade smärtgränsen. Ljudnivåer över 130 dB kan medföra bestående hörselskador. Något förenklat kan sägas att 130 dB är 10 dB starkare än ett flygplans motorer på nära håll.
Oönskat ljud, oavsett om de är regelbundna eller oregelbundna kallas för buller. Begreppet är således högst subjektivt och varierar från person till person.